# Hydra daqingensis
Hydra daqingensis — вид кнідарій родини Гідріди (Hydridae).

Це прісноводний вид. Виявлений у водоймах на півночі Китаю провінції Хейлунцзян. Описаний по зразках, що зібрані у трьох різних районах провінції. Типовий зразок зберігається в Лабораторії зоології безхребетних в Департаменті біології Харбінського педагогічного університету.